# Базилевич Роман Петрович
Рома́н Петро́вич Базиле́вич (5 квітня 1937, Львів) — заслужений діяч науки і техніки України, почесний професор НУЛП «Львівська політехніка», доктор технічних наук, професор, професор кафедри програмного забезпечення Національного університету «Львівська політехніка». Дійсний член НТШ.

## Біографічні відомості
Освіта: Львівський політехнічний інститут, радіотехніка.
Наукові зацікавлення: комп'ютерні науки, алгоритми, важковирішувані комбінаторні задачі високої розмірності, автоматизація проектування.
Вчений в галузі комп'ютерних наук, Академік Академії інженерних наук України, дійсний член та голова комісії інформатики та кібернетики Наукового товариства ім. Шевченка, старший (senior) член комп'ютерної асоціації США (АСМ), феллов Інституту інженерів-електриків Великої Британії (ІЕЕ), професор, доктор технічних наук. Засновник у Львівській політехніці однієї з перших в Україні кафедри програмного забезпечення. Створив наукову школу в галузі комп'ютерного проектування та математичного моделювання.
Підготував 12 кандидатів наук, двоє з яких захистили докторські дисертації. Запропоновані та розвинуті ним методи розв'язування важковирішуваних комбінаторних задач та комп'ютерного проектування (оптимального згортання схеми, ієрархічного розміщення з багаторівневою оптимізацією, сканувальної області, гнучкого трасування, синтезу плоских укладок, задачі комівояжера). Під його науковим керівництвом виконано 72 науково-дослідних проекти, в тому числі за планами Комітету з питань науки та технологій України, Міністерства освіти України, Міністерства оборони України, за французько-українськими програмами «Дніпро» з університетами Бордо та Артуа м. Бетін, за австрійсько-українською програмою з Віденським технічним університетом, за білорусько-українською програмою з Об'єднаним інститутом проблем інформатикі НАН Білорусі, з багатьма провідними науково-виробничими організаціями Львова, Києва, Ленінграду, Мінська, Москви. Переможець конкурсу наукових проектів фірми INTEL в галузі автоматизованого проектування. Експерт Єврокомісії з проблем інформатики.
Стажувався в Гарвардському університеті за програмою ім. Фулбрайта уряду США, виконував наукові дослідження в Каліфорнійському університеті в Сан-Дієго, виступав з науковими доповідями в багатьох провідних університетах та науково-дослідних організаціях США, Росії, Франції, Польщі (INTEL Strategic CAD Labs in Portland, IBM Austin Research Lab, CADENCE in San-Jose, Центр перспективних досліджень з комп'ютерних наук в Делі). Ініціював проведення та очолював ряд конференцій: з автоматизованого проектування, сучасних проблем в комп'ютерних науках, п'ять міжнародних конференцій з проблем українізації комп'ютерів.

## Наукова діяльність
з 2001 р. — професор кафедри програмного забезпечення НУ «Львівська політехніка»;
2000—2001 рр. — стажування у Гарвардському Університеті;
1995—1996 рр. — науковець-дослідник у Каліфорнійському університеті Сан-Дієго;
1990—2001 рр. — завідувач кафедри програмного забезпечення НУ «Львівська політехніка»;
1984—1990 рр. — завідувач кафедри прикладної математики Львівського політехнічного інституту;
1967—1984 рр. — доцент кафедри конструювання та технології виробництва радіоапаратури Львівського політехнічного інституту;
1958—1967 рр. — аспірант, молодший та старший науковий співробітник Фізико-механічного інституту Академії наук України.
Викладає дисципліни: «Методологія програмування», «Інженерія ПЗ для паралельних та розподілених систем», «Комбінаторні методи та алгоритми».

## Публікації
Понад 370, включаючи 4 монографії, 11 винаходів.
- Базилевич Р. П. Декомпозиционные и топологические методы автоматизированного коструирования электронных устройств.- Львов: Вища школа, 1981.- 168 с.
- Базилевич Р. П. Методы синтеза топологии плоских укладок электронных узлов: Учеб. пособие по курсу «Математическое обеспечение САПР».- Львов: Вища школа, 1986.- 64 с.
- Базилевич Р. П. Алгоритмические методы гибкой трассировки межсоединений. К., Ин-т Кибернетики АН Украины, Препринт- 79-6, 1979.- 52 с.
- Базилевич Р. П. Нелінійні безреактивні кола / Під ред. проф. Б.I.Блажкевича.- К: Наук. думка, 1967.- 115 с. Вибрані публікації: Bazylevych R., Duypas R., Kutelmakh. Scanning-area algorithms for clustered TSP. Proc. of the Intern. Conf. on Computer Science and Information Technologies. Lviv Polytechnic National University, Lviv, Sept 28 — 30, 2006, Lviv, pp. 148–152.
- Bazylevych R.P. Non-Linear Nonreactive Network Analysis. Summer school on circuit theory 1968: Short Contribytions. Institute of Radio-engineering and Electronics Czechoslovak Academy of Sciences.- Prague, 1968, pp. 23–28.
- R.Bazylevych, T.Telyuk. VLSI and PCB Elements Placement Optimizing Uzing «Scanning Area» Method. Brno, Czech Republic, 1997.
- R.P.Bazylevych, R.A.Melnyk, O.H.Rybak. Circuit partitioning for FPGAs by the optimal circuit reduction method. VLSI Design, Special Issue, Vol.11, No. 3, 2000, pp. 237–248.
- R.P.Bazylevych, T.M.Telyuk, Horlata M.M., Hladshteyn A.Ya., Rybak O.H. The investigation of partitioning parameters influence for placement element's performance by the method of hierarchical decomposition. Visnyk Lviv Polytechnic State University `The Computer Engineering and Information's Technologies`, # 351, 1998, pp. 136–141 (In Ukrainian).
- Roman Bazylevych. Large and very large size intractable combinatorial SOC and VLSI physical design problem: How to solve them with high quality? Науково-техн. журнал «Радіоелектроніка та інформатика», № 3, Харків, 2003, с. 91 –94.
- Р. П. Базилевич, Р. К. Кутельмах. Алгоритм оптимізації розв'язків задачі комівояжера у локальній області // Радіоелектрон. і комп'ют. системи. — 2009. — N 7. — С. 41-45. — Бібліогр.: 18 назв. — укр.
- Р. Базилевич, Р. Кутельмах. Алгоритми динамічного формування моделі робочого поля для задачі комівояжера з кластерним розподілом точок // Вісн. Нац. ун-ту «Львів. політехніка». Комп'ют. науки та інформ. технології. — 2006. — N 565. — С. 200—206. — Бібліогр.: 3 назв. — укр.
- Базилевич Р.П Тыкайло С.В Шпак Н. Е. Комплексы программ «Покрытие», «Компоновка», «Размещение». Сб."Прикладные програмные средства автоматизации конструкторского проектирования РЭА и БИС". 1988, Вып. 3. Пенза, с.9-12.
- Базилевич Р.П Тыкайло С.В Шпак Н. Е. Подсистема проектирования топологии МаБИС.- Там же с. 18-19..
- Базилевич Р. П., Ю. М. Романишин. Анализ радиоэлектронных цепей методом оптимального свёртывания подсхем. Изв.вузов. Радиоэлектроника. 1977, N 6.- c.52-56.
- Базилевич Р. П. Застосування ієрархічного кластерного аналізу для розв'язування важкопіддатливих (неполіноміальних) комбінаторних задач схемного типу великої та надвеликої розмірності. Міжнародна школа-семінар «Питання оптимізації обчислень», Ін-т кібернетики НАН України, Кацивелі, 12 — 19 вересня 2003 р.
- Базилевич Р. П. Ієрархічні кластеризація, декомпозиція та багаторівневе макромоделювання — ефективні засоби розв'язування комбінаторних задач схемного типу великої та надвеликої розмірності. Збірник наукових праць «Сучасні проблеми в комп'ютерних науках», ДУ «Львівська політехніка», 2000, с.15-30.
- Базилевич Р. П. Макромоделирование в задачах размещения элементов электронных узлов. Электронное моделирование.- К., 1981.- N3.- с.82-88.
- Базилевич Р. П. Основные принципы и обобщения алгоритмических методов гибкой трассировки межсоединений. Управляющие системы и машины.- К., 1977, N 6.- с.103-112.
- Базилевич Р. П. Подольський І. В. Дем'янець Т. І. Алгоритмічна та програмна реалізація побудови дерева згортання для задач великих розмірностей Вісник ДУ ЛП, «Комп'ютерна інженерія та інформаційні технології», Львів,1999.
- Базилевич Р. П. Применение декомпозиции при решении задачи размещения элементов на конструктивных узлах // Вестник ЛПИ «Доклады и научные сообщения». — Львов, 1979. — № 136. С. 43 — 46.
- Базилевич Р. П. Розбиття складних систем на частини методом оптимального згортання схеми. Комп'ютерні технології друкарства. Українська академія друкарства, 2000, с.123-134.
- Базилевич Р. П. Управление декомпозицией схемы на основе метода параллельного свертывания // Вестник ЛПИ «Доклады и научные сообщения». — Львов, 1979. — № 134. С. 77 — 81.
- Базилевич Р. П., Щерб'юк І. В. Оптимізація розміщення методом точкового сканування. Комп'ютерні технології друкарства. Українська академія друкарства, 2000, с.179-182.
- Базилевич Р. П., Мельник Р. А. Размещение элементов в подсистеме проектирования топологии матричных БИС. В сб.: "Машинные методы проектирования электронно-вычислительной аппаратуры. Тезисы докладов республіканског семинара. Каунас. РПВНТО ПП им. Вавилова, 1988. с. 20-21.
- Базилевич Р. П., Мельник Р. А., Гуць А Использование алгоритмов компоновки для размещения элементов МаБИС. Вестник ЛПИ Теория и проектирование полупроводниковых и радиоэлектронных устройств.- № 44, 1988. − с.99-100.
- Базилевич Р. П., Мельник Р. А., Тыкайло С. В. Реализация критериев трассируемости в декомпозиционных алгоритмах компоновки и размещения В сб.: «Автоматизация конструкторского проектирования РЭА и ЭВА». -Пенза, 1988. с.30-31.
- Базилевич Р. П., Мельник Р. А., Тыкайло С. В. Шпак Н.Е Иерархическое проектирование топологии БИС Там же. с. 110—112.
- Базилевич Р. П., Мельник Р. А.,Особенности организации подсистемы проектирования и многоуровневого проектирования топологии МаБИС. В сб.: Автоматизация производства радиоэлектронных устройств и средств управления. Москва.
- Базилевич Р. П., Николов Н. П. Приложение на метода «сканираща област» при неограничено монтажно поле. // Науч.-техн. журн. «Електротехника и електроника». — София, 1991.- N 5-6.- с. 13-14.
- Базилевич Р. П., О. З. Ясеницкий. Модели топологии трасс на регулярных структурах в алгоритмах гибкой трассировки. Изв.вузов. Радиоелектроника.- 1978.- 221 0, N 11.- с.74-79.
- Базилевич Р. П., Панькив М. П. Исследование особенностей оптимизации размещения элементов методом сканирующей области // Изд. вузов СССР. «Радиоэлектроника». — М., 1983. — Т. 26. — № 6. С. 64-67.
- Базилевич Р. П., Панькив М. П. Оптимизация размещения элементов методом сканирующей области и особенности ее реализации // Вестник ЛПИ. — Львов, 1981. — № 152. С. 7-10.
- Базилевич Р. П., Парканий И. В., Эрнст С. Б. Алгоритмическое обеспечение программ трассировки существенно нерегулярных структур. // В кн.: Вычислительная техника. — Вильнюс, 1979. — Т. 12. — С.29-32.
- Базилевич Р. П., Подольський І. В., Базилевич П. Р. Ієрархічна кластеризація — ефективний засіб розв'язування неполіноміальних комбінаторнтх задач схемного типу високої розмірності. В журн.: Штучний інтелект, НАН України, № 3, 2002, с. 447—483.
- Базилевич Р. П., Подольський І. В.. Ієрархічна кластеризація складних схем. № 392, «Комп'ютерна інженерія та інформаційні технології», 2000,с.155-158.
- Базилевич Р. П., Рачинський М. П. Лінійне та кільцеве розміщення елементів методами багаторівневої декомпозиції та сканувальної області. Збірник наукових праць «Сучасні проблеми в комп'ютерних науках», ДУ «Львівська політехніка», 2000, с.79-83.
- Базилевич Р. П., Рачинський М. П.. Підвищення ефективності методу сканувальної області. Комп'ютерні технології друкарства. Українська академія друкарства, № 52000,с.210-215.
- Базилевич Р. П., Телюк Т.М, Подольський І. В. Дем'янець І. В., Ступінський Р. П. Дослідження задачі проектування топології розміщення елементів при проектуванні ВІС. Вісник ДУЛП № 370"Комп'ютерна інженерія та інформаційні технології", Львів,1999, с.86-90.
- Базилевич Р. П., Телюк Т. М. Деякі можливості підвищення якості розміщення елементів методом сканувальної області на основі стохастичних алгоритмів // Вісник ДУ «Львівська політехніка»"«Комп'ютерна інженерія та інформаційні технології». — Львів. — 1999. — № 386. С.148-153.
- Базилевич Р. П., Телюк Т. М. Застосування «мутацій» як складової частини апарату генетичних алгоритмів для розміщення елементів ВІС та ДП на основі методу сканувальної області. − Львів, в-во ДУ «Львівська політехніка», Комп'ютерний вісник — 95, 1995, с.6-11.
- Базилевич Р. П., Телюк Т. М. Оптимізація арифметичних процедур в методі сканувальної області. // Комп'ютерний вісник ДУ «Львівська політехніка». — Львів, 1994. — С. 5-10.
- Базилевич Р. П., Телюк Т. М.. Щербина О. О. "Метод стохастичної сканувальної області як ефективний апарат для розв'язування задачі оптимізації розміщення елементів. Вісник ДУ ЛП «Комп'ютерна інженерія та інформаційні технології», Львів,1999,
- Базилевич Р. П., Ткаченко С. П. Применение параллельного подхода к решению задачи покрытия схемы подсхемами из заданного набора // Вестник ЛПИ «Доклады и научные сообщения» — Львов, 1977. — № 8. — С. 120—122.
- Базилевич Р. П., Ткаченко С. П. Решение задачи разбиения методом параллельного свертывания // В кн.: Вычислительная техника. — Каунас, 1975. — Т.7. — С. 295—298.
- Базилевич Р. П., Щерб'юк І. Ф. Початкове розміщення елементів нарощуванням // Вісник НУЛП «Комп'ютерна інженерія та інформаційні технології». — Львів, 2000. — № 392. — С. 54-57.
- Базилевич Р. П., Щерб'юк І. Ф. Штучна ієрархічна кластеризація в задачах розміщення різногабаритних елементів. В журн.: Штучний інтелект, НАН України, № 3, 2002, с. 484—489.
- Базилевич Р. П., Щербюк И. Ф. Алгоритмические и программные средства для размещения разногабаритных элементов на конструктиве. Автоматизация проектирования дискретных устройств. ОИРИ НАН Беларуси, Минск, 2007, с. 157—164.
- Базилевич Р. П., Рибак О. Г. Алгоритм початкового пакування програмованих логічних матриць на основі оптимального згортання схеми. Вісник ДУ «Львівська політехніка» «Комп'ютерна інженерія та інформаційні технології», № 385 Львів 2000, с.10-12.
- Базилевич Р. П., Рибак О. Г. Оптимізація пакування програмованих логічних матриць на основі оптимального згортання схеми. Вісник ДУ «Львівська політехніка» «Комп'ютерна інженерія та інформаційні технології», № 385, Львів 2000, с. 6-9.
- Базилевич, Д. Алієва Формування плоских укладок для лінійчатих структур електронних вузлів. Вісник НУ «Львівська політехніка», №, «Комп'ютерна інженерія та інформаційні технології», Львів, 2003, с.
- Р. Базилевич, Р. Дюпа, Р. Кутельмах. Використання алгоритмів локальної оптимізації для розв'язування задачі комівояжера з кластерним розподілом точок // Вісн. Нац. ун-ту «Львів. політехніка». Комп'ют. науки та інформ. технології. — 2006. — N 565. — С. 207—211.
- Р. Базилевич, Р. Кутельмах. Декомпозиційні алгоритми для розв'язування задачі комівояжера // Вісн. Нац. ун-ту «Львів. політехніка». Комп'ют. науки та інформ. технології. — 2007. — N 598. — С. 138—148.
- Р. Базилевич, А. Ждан. Ієрархічна кластеризація складних схем // Вісн. Нац. ун-ту «Львів. політехніка». Комп'ют. науки та інформ. технології. — 2008. — N 616. — С. 41-46.
- Р. П. Базилевич, І. В. Подольський. Ієрархічна кластеризація складних схем: застосування та шляхи реалізації // Вісн. Нац. техн. ун-ту України «КПІ». — 2003. — Вип. 40. — С. 31-38.
- Мельник Р.А Базилевич Р. П.. Тыкайло С.В Алгоритмы размещения функциональных элементов МаБИС — Сб. «Автоматизация проектирования в электронике». 1991, № 44. ст. 66-71.
- Р. Базилевич, І. Подольський І. В. Дослідження алгоритмічних та програмних засобів для оптимізації розбиття шляхом перенесення кластерів. В зб. «Комп'ютерні технології друкарства», УАД, № 9, 2002, Львів, с.71-77.
- Р. Базилевич, І. Подольський. Алгоритмічна реалізація конструктивного розбиття схем. Вісник НУ «Львівська політехніка», № 450, «Комп'ютерна інженерія та інформаційні технології», Львів, 2002, с. . 170—174.
- Р. Базилевич, І. Щерб'юк. Застосування ієрархічної кластеризації для розміщення ріногабаритних елементів. Вісник НУ «Львівська політехніка», № 450, «Комп'ютерна інженерія та інформаційні технології», Львів, 2002, с. . 80-84.
- Р. Базилевич, І. Щерб'юк. Початкове розміщення елементів методом групування та дворівневого макромоделювання // Вісник НУ «Львівська політехніка», № 433, «Комп'ютерна інженерія та інформаційні технології», Львів, 2001, с. 48-50.
- Р. Базилевич. Визначення ефективності перенесення кластера в задачах декомпозиції. Вісник НУ «Львівська політехніка», № 433, «Комп'ютерна інженерія та інформаційні технології», Львів, 2001, с. 124—127.
- Р.Базилевич, І.Щерб'юк. Низхідне розміщення різногабариитних елементів з оптимізацією методом сканувальної області. Вісник НУ «Львівська політехніка», «Комп'ютерна інженерія та інформаційні технології», № 468, 2002 р., с.34 –37.

## Нагороди
- Заслужений діяч науки і техніки України (22 січня 2019) — за значний особистий внесок у державне будівництво, зміцнення національної безпеки, соціально-економічний, науково-технічний, культурно-освітній розвиток Української держави, вагомі трудові досягнення, багаторічну сумлінну працю[1]
- «За наукові досягнення» Міністерства освіти і науки України
- Відмінник освіти України
- Грамоти Міністерства освіти
- Грамоти Академії педагогічних наук України
- Грамота Львівської обласної держадміністрації
- Грамоти Львівської політехніки
- Грамоти Наукового товариства ім. Шевченка
- Почесний професор Львівської політехніки (2015)[2].